# Peter Sloterdijk
Peter Sloterdijk (Karlsruhe, 26. lipnja, 1947.), njemački je filozof, TV voditelj i esejist. Studirao filozofiju, germanistiku i povijest na sveučilištima u Münchenu i Hamburgu. Magistrirao s temom Strukturalismus als poetische Hermeneutik (hrv. Strukturalizam kao poetska hermeneutika). Piše esej 1972. i 1973. o Michel Foucaultovoj strukturalnoj teoriji povijesti i studiju s nazivom Die Ökonomie der Sprachspiele (hrv. Ekonomija jezične igre). Njegovo najpoznatije filozofsko djelo izlazi 1983. Kritik der zynischen Vernunft (hrv. Kritika ciničkog uma) i ovo je najprodavanije filozofsko djelo 20. stoljeća. Kasnije tvori izraz Eurotaoismus dok 1989. izdaje Kritik der politischen Kinetik (hrv. Kritika političke kinetike). Predavao je na sveučilištima u Frankfurtu i Karlsruheu. Od 2002. radi kao TV voditelj programa Im Glashaus: Das Philosophische Quartett, programa koji diskutira o akutualnim svjetskim problemima.

## Popis djela
- Kritik der zynischen Vernunft, 1983.
- Der Zauberbaum. Die Entstehung der Psychoanalyse im Jahr 1785, 1985.
- Der Denker auf der Bühne. Nietzsches Materialismus, 1986.
- Kopernikanische Mobilmachung und ptolmäische Abrüstung, 1986.
- Zur Welt kommen – Zur Sprache kommen. Frankfurter Vorlesungen, 1988.
- Eurotaoismus. Zur Kritik der politischen Kinetik, 1989.
- Versprechen auf Deutsch. Rede über das eigene Land, 1990.
- Weltfremdheit, 1993.
- "Ako se Europa probudi" (Falls Europa erwacht. Gedanken zum Programm einer Weltmacht am Ende des Zeitalters seiner politischen Absence, 1994.)
- Scheintod im Denken - Von Philosophie und Wissenschaft als Übung, Frankfurt am Main (Suhrkamp), 1995.
- Im selben Boot - Versuch über die Hyperpolitik, Frankfurt am Main (Suhrkamp), 1995.
- Selbstversuch, Ein Gespräch mit Carlos Oliveira, 1996.
- Der starke Grund zusammen zu sein. Erinnerungen an die Erfindung des Volkes, 1998.
- Sphären I – Blasen, Mikrosphärologie, 1998. (Spheres I)
- Sphären II – Globen, Makrosphärologie, 1999. (Spheres II)
- Regeln für den Menschenpark. Ein Antwortschreiben zu Heideggers Brief über den Humanismus, 1999.
- Die Verachtung der Massen. Versuch über Kulturkämpfe in der modernen Gesellschaft, 2000.
- Über die Verbesserung der guten Nachricht. Nietzsches fünftes Evangelium. Rede zum 100. Todestag von Friedrich Nietzsche, 2000.
- Nicht gerettet. Versuche nach Heidegger, 2001.
- Die Sonne und der Tod, Dialogische Untersuchungen mit Hans-Jürgen Heinrichs, 2001.
- Tau von den Bermudas. Über einige Regime der Phantasie, 2001.
- Luftbeben. An den Wurzeln des Terrors, 2002.
- Sphären III – Schäume, Plurale Sphärologie, 2004. (Spheres III)
- Im Weltinnenraum des Kapitals, 2005.
- Was zählt, kehrt wieder. Philosophische Dialogue, 2005.
- Zorn und Zeit. Politisch-psychologischer Versuch, 2006. ISBN 3-518-41840-8
- Der ästhetische Imperativ, 2007.
- Derrida Ein Ägypter, 2007.
- Gottes Eifer. Vom Kampf der drei Monotheismen, Frankfurt am Main (Insel), 2007.
- Du mußt dein Leben ändern, Frankfurt am Main (Suhrkamp), 2009.
- Philosophische Temperamente Von Platon bis Foucault, München (Diederichs) 2009. ISBN 978-3-424-35016-6
- Scheintod im Denken: Von Philosophie und Wissenschaft als Übung. Suhrkamp, Berlin 2010, ISBN 978-3-51826028-9.
- Die nehmende Hand und die gebende Seite: Beiträge zu einer Debatte über die demokratische Neubegründung von Steuern. Suhrkamp, Berlin 2010, ISBN 978-3-51806141-1.
- Streß und Freiheit. Suhrkamp (Sonderdruck), Berlin 201.1, ISBN 978-3-51806207-4
- Babylon Oper in 7 Szenen (Libretto), Musik von Jörg Widmann (UA an der Bayerischen Staatsoper München, 2012.)
- Von der Domestikation des Menschen zur Zivilisierung der Kulturen. Zur Beantwortung der Frage, ob die Menschheit zur Selbstzähmung fähig ist. In: Die Neugier des Glücklichen. Hrsg. v. B.-Christoph Streckhardt. Verlag der Bauhaus Universität Weimar 2012, ISBN 978-3-86068474-0.
- Zeilen und Tage. Notizen 2008–2011, Suhrkamp, Berlin 2012, ISBN 978-3-51842342-4.[1]
- Ausgewählte Übertreibungen: Gespräche und Interviews 1993-2012. Suhrkamp, Berlin 2013., ISBN 978-3-518-42200-7.
- Reflexionen eines nicht mehr Unpolitischen. Dankrede von Peter Sloterdijk zur Entgegennahme des Ludwig-Börne-Preises 2013. Laudatio: Hans Ulrich Gumbrecht: Wachheit. Von Ludwig Börne zu Peter Sloterdijk. Suhrkamp, Berlin 2013., ISBN 978-3-528-06070-1.
- Die schrecklichen Kinder der Neuzeit. Suhrkamp, Berlin 2014.,  ISBN 9783518424353